# Стурза, Ион Михайлович
Ион Михайлович Стурза (рум. Ion Sturza; род. 9 мая 1960, с. Пыржолтены, Каларашский район, Молдавская ССР, СССР) — молдавский государственный и политический деятель, бизнесмен. Премьер-министр Республики Молдова с 12 марта по 12 ноября 1999 года.

## Биография

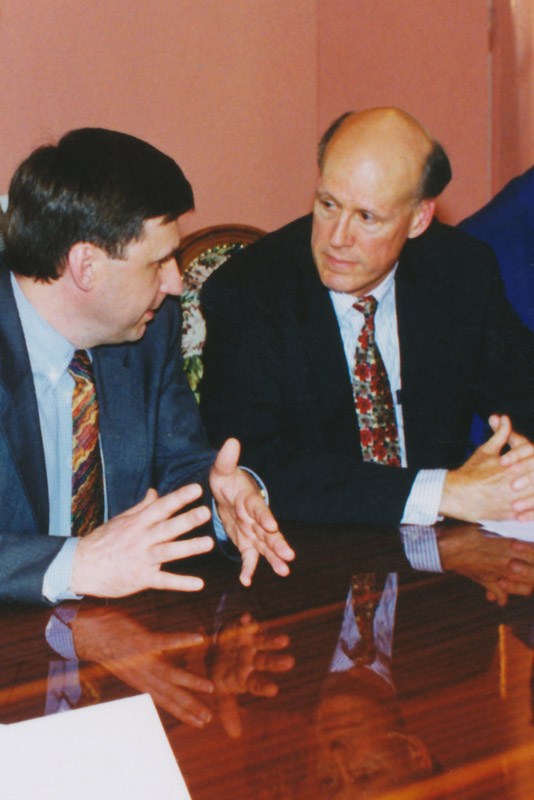

Ион Михайлович Стурза родился 9 мая 1960 года в селе Пыржолтены Каларашского района.
- 1967—1977 — ученик средней школы, село Пыржолтень, Каларашский район, Молдавская ССР.
- 1977—1978 — техник завода «Semnal» города Кишинёва.
- 1978—1983 — экономист экономического факультета Государственного университета Молдовы.
- 1983—1985 — служба в армии в офицерской должности.
- 1985—1987 — референт Ассоциации дружбы с иностранными государствами.
- 1987—1991 — директор компании, генеральный вице-директор «Moldex», Ассоциация внешней торговли МССР.
- 1992—1997 — генеральный директор промышленной группы «Incon».
- 1998 — депутат Парламента Республики Молдова.
- 1998—1999 — вице-премьер-министр, министр экономики.
- март 1999 — ноябрь 1999 — Премьер-министр Республики Молдова.
- 2000—2001 — предпринимательская деятельность.
- 2002—2006 — генеральный директор «Rompetrol Moldova».
- 2006—2009 — вице—президент, член административного совета «Rompetrol Group» (Нидерланды).
- С 2009 года — президент инвестиционного фонда «Fribourg Capital».

Говорит на румынском, русском и английском языках.
Член многих административных советов и фондов; промоутер многих благотворительных инициатив. В данный момент живёт в Бухаресте, Румыния.
На парламентских выборах 1998 года баллотировался в парламент по спискам в избирательного блока «За демократическую и процветающую Молдову» стал депутатом.
22 мая 1998 года был назначен вице-премьер-министром, министром экономики во втором правительстве Иона Чубука.
1 февраля 1999 года в отставку уходит премьер-министр Ион Чубук. 19 февраля 1999 года, Ион Струза, на тот момент вице-премьер и министр экономики, указом президента Петру Лучински назначен на должность премьер-министра.
На парламентских выборах 2001 года возглавлял список кандидатов в парламент от демократической партии и набрал 5,02 % и не смог преодолеть 6-процентный барьер.
21 декабря 2015 года президент Республики Молдова Николай Тимофти назначил Иона Стурзу кандидатом на должность премьер-министра. 3 января 2016 года заседание Парламента по вопросу назначения Правительства Стурза-2 закончилось не начавшись ввиду отсутствия необходимого кворума.
4 апреля 2016 года был включён в список бывших глав правительств, упомянутых в Панамских документах.

## Правительство Стурзы
| Должность                                                                  | Имя                     | Партия       | Дата назначения  | Дата освобождения |
| -------------------------------------------------------------------------- | ----------------------- | ------------ | ---------------- | ----------------- |
| Премьер-министр                                                            | Ион Стурза              | АДР          | 12 марта 1999    | 12 ноября 1999    |
| Премьер-министр                                                            | Валерий Бобуцак (и. о.) | АДР          | 12 ноября 1999   | 21 декабря 1999   |
| Вице-премьер-министры                                                      |                         |              |                  |                   |
| Первый вице-премьер-министр                                                | Николай Андроник        | Беспартийный | 12 марта 1999    | 21 декабря 1999   |
| Вице-премьер-министр, Министр экономики и реформ                           | Александр Муравский     | АДПМ         | 12 марта 1999    | 21 декабря 1999   |
| Вице-премьер-министр                                                       | Олег Стратулат          | Беспартийный | 12 марта 1999    | 21 декабря 1999   |
| Министры                                                                   |                         |              |                  |                   |
| Государственный министр                                                    | Владимир Филат          | АДР          | 12 марта 1999    | 21 декабря 1999   |
| Министр иностранных дел                                                    | Николай Тэбэкару        | Беспартийные | 12 марта 1999    | 21 декабря 1999   |
| Министр промышленности и коммерции                                         | Александра Кан          | Беспартийные | 12 марта 1999    | 21 декабря 1999   |
| Министр финансов                                                           | Анатолий Арапу          | Беспартийные | 12 марта 1999    | 21 декабря 1999   |
| Министр сельского хозяйства и перерабатывающей промышленности              | Валерий Булгарь         | АДПМ         | 12 марта 1999    | 21 декабря 1999   |
| Министр транспорта и связи                                                 | Виктор Кейбаш           | Беспартийные | 12 марта 1999    | 21 декабря 1999   |
| Министр окружающей среды                                                   | Аркадий Капчеля         | Беспартийные | 12 марта 1999    | 21 декабря 1999   |
| Министр территориального развития, строительства и коммунального хозяйства | Михаил Северован        | ЛПМ          | 12 марта 1999    | 21 декабря 1999   |
| Министр просвещения                                                        | Анатолий Гримальский    | Беспартийные | 12 марта 1999    | 21 декабря 1999   |
| Министр культуры                                                           | Геннадий Чобану         | Беспартийные | 12 марта 1999    | 21 декабря 1999   |
| Министр труда, социальной защиты и семьи                                   | Владимир Гуриценко      | Беспартийные | 12 марта 1999    | 21 декабря 1999   |
| Министр здравоохранения                                                    | Евгений Гладун          | Беспартийные | 12 марта 1999    | 21 декабря 1999   |
| Министр юстиции                                                            | Иван Пэдурару           | Беспартийные | 12 марта 1999    | 21 декабря 1999   |
| Министр национальной безопасности                                          | Фёдор Ботнару           | Беспартийные | 12 марта 1999    | 11 мая 1999       |
| Министр национальной безопасности                                          | Валерий Пасат           | Беспартийные | 11 мая 1999      | 21 декабря 1999   |
| Министр внутренних дел                                                     | Виктор Катан            | Беспартийные | 12 марта 1999    | 21 декабря 1999   |
| Министр обороны                                                            | Валерий Пасат           | Беспартийные | 12 марта 1999    | 11 мая 1999       |
| Министр обороны                                                            | Борис Гэмурарь          | Беспартийные | 11 мая 1999      | 21 декабря 1999   |
| Члены правительства по должности                                           |                         |              |                  |                   |
| Генеральный примар муниципия Кишинёв                                       | Серафим Урекян          | АНМ          | 12 марта 1999    | 21 декабря 1999   |
| Башкан Гагаузии                                                            | Георгий Табунщик        | ПКРМ         | 12 марта 1999    | 24 сентября 1999  |
| Башкан Гагаузии                                                            | Дмитрий Кройтор         | Беспартийный | 24 сентября 1999 | 21 декабря 1999   |

## Семья
Женат, имеет 2 детей.